# Дашівська волость
Дашівська волость — адміністративно-територіальна одиниця Липовецького повіту Київської губернії з центром у містечку Дашів.
Станом на 1886 рік складалася з 3 поселень, 3 сільських громад. Населення — 7124 осіб (3516 чоловічої статі та 3608 — жіночої), 741 дворове господарство.
|                     | Площа, десятин | У тому числі орної, десятин |
| ------------------- | -------------- | --------------------------- |
| Сільських громад    | 3939           | 3218                        |
| Приватної власності | 5100           | 3048                        |
| Іншої власності     | 290            | 185                         |
| Загалом             | 9329           | 6451                        |

Поселення волості:
- Дашів — колишнє власницьке містечко при річці Собі за 40 верст від повітового міста, 2921 особа, 395 дворів, 2 православні церкви, костел, 2 єврейські синагоги, 2 школи, лікарня, аптека, 10 постоялих будинків, 20 лавок, базари,  4 кузні, водяний млин, винокурний завод. За 2 верст — цегельний завод.
- Кантелина — колишнє власницьке село, 1039 осіб, 161 двір, православна церква, школа.
- Купчинці — колишнє власницьке село при річці Катовій, 1188 осіб, 185 дворів, православна церква, школа, постоялий будинок.